# Овида
Овида (на латински: Ovida; † 9 декември 480 г.) е генерал на Западната Римска империя и управител на Далмация.
Вероятно е от готски произход. През 480 г. той е comes на император Юлий Непот и го придружава в Салона в Далмация и става magister militum и управител на Далмация.